# Bezdětná matka
Bezdětná matka (v originále Le Ravissement) je francouzský dramatický film z roku 2023, který režírovala Iris Kaltenbäck. Snímek měl světovou premiéru dne 20. května 2023 na Filmovém festivalu v Cannes v sekci Týden kritiků.

## Děj
Krátce po rozchodu se svým přítelem se porodní asistentka Lydia seznamuje s řidičem autobusu Milosem. Ten ale  neplánuje dlouhodobý vztah. Když její nejlepší kamarádka Salomé porodí dceru, Lydia potká Milose v nemocnici. Začne tvrdit, že dítě je její a Milos je otcem.

## Obsazení
| Hafsia Herzi      | Lydia                       |
| Alexis Manenti    | Milos                       |
| Nina Meurisse     | Salomé                      |
| Younès Boucif     | Jonathan                    |
| Radmila Karabatic | Jelena, Milosova matka      |
| Dusko Badnjar     | Ivan, Milosův otec          |
| Ana Blagojevič    | Miléna, Milosova sestra     |
| Grégoire Didelot  | Philippe, Milosův švagr     |
| Mathieu Perotto   | Julien, bývalý přítel Lydie |

## Ocenění
- Filmový festival v Cannes: cena SACD
- Filmový festival v Curychu: Zvláštní uznání poroty
- Filmový festival v Montreuilu: Cena mladých diváků „Pass Culture“
- Cena Louise Delluca
- Cena Francouzské unie filmových kritiků: nejlepší francouzský první film
- César: nominace v kategoriích nejlepší herečka (Hafsia Herzi) a nejlepší filmový debut (Iris Kaltenbäck)